# Alvah Crocker
Pour les articles homonymes, voir Crocker.
Alvah Crocker (14 octobre 1801 - 26 décembre 1874) est un industriel et pionnier du chemin de fer américain, connu principalement pour le percement du tunnel du Hoosac, le plus long de son époque aux États-Unis, avec ses 7,64 km. Il est reconnu comme étant le père de la méthode de percement moderne des tunnels. Crocker fut également membre de la Chambre des représentants des États-Unis pour le Massachusetts au Congrès des États-Unis.

## Jeunesse et études
Né à Leominster dans le Massachusetts, il est le fils aîné de Samuel Crocker et de Comfort Jones. Alvah étudie à la Groton Academy. Il travaille, dès 1820, dans un moulin à papier de Franklin dans le New Hampshire. En 1823, il fonde et dirige son propre moulin à Fitchburg.

## Carrière

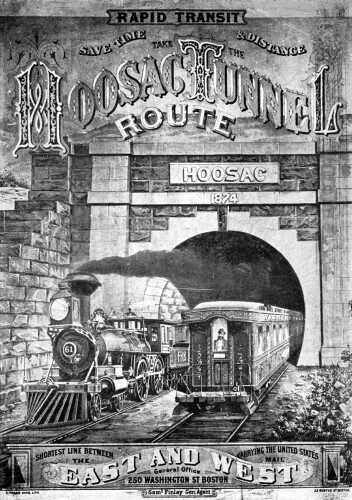
Couverture de The Hoosac Tunnel Route

Son moulin devient le plus grand des États-Unis. Il est le premier à utiliser des déchets de coton pour la fabrication du papier blanc et de la fibre de feuille de palmier pour celle du papier peint. Il construit également, à proximité de son moulin, d'autres usines, pour la fabrication de machines et des fonderies.
En 1841, Crocker fonde la compagnie de chemin de fer, Fitchburg Railroad (qui obtient sa charte en 1842 et ouvre en 1845), entre Boston and Fitchburg. En 1844, il rachète la Vermont & Massachusetts Railroad, qui va de Fitchburg à Greenfield, et également à Brattleboro dans le Vermont. In 1848, Crocker obtient une charte du législatif pour la Troy & Greenfield Railroad (T & G), ainsi qu'une provision pour un tunnel sous les monts Hoosac.
Il faudra cependant compter vingt-sept années avant que le tunnel ne soit finalement ouvert, grâce à l'obstination de Crocker. Ce dernier doit lutter contre une roche particulièrement difficile à creuser, un concurrent acharné, Chester W. Chapin, qui dirige la Western Railroad et subir la Guerre de Sécession.
Crocker comprend qu'il a besoin d'un soutien politique pour mener à bien son projet. Il entre au Parti républicain et après avoir servi au législatif de son État, il se fait élire à la Chambre des représentants des États-Unis, en 1872. Il y sera ensuite réélu et y siégera jusqu'à sa mort.
Afin de réussir le percement, Crocker va mettre en œuvre des techniques inédites pour l'époque, comme le recours à des géologues, des explosifs comme le nitroglycérine (alors que seule la poudre noire était utilisée à cette époque pour le percement de galeries), des engins de forage pneumatiques et une méthode révolutionnaire de minage. L'utilisation de ces techniques font de lui le père de la méthode de percement moderne des tunnels. En raison principalement de l'usage de la nitroglycérine, de nature particulièrement instable, la construction coûta la vie à 193 ouvriers. Son coût de 21 millions de dollars de l'époque, correspond à 500 millions de dollars de 2008.
Le 9 février 1875, le premier train traverse le tunnel, Crocker n'y assistera pas, car une pneumonie l'a emporté le 26 décembre 1874.

## Hommage posthume
En 2006, dans le cycle Le Fabuleux Destin des inventions, le réalisateur de la ZDF, Axel Engstfeld tourne Un tunnel vers le Far West, un documentaire de 52 minutes, sur la vie et l'œuvre de Crocker.